# Jesse Plemons
Jesse Lon Plemons, född 2 april 1988 i Dallas, Texas, är en amerikansk skådespelare. Han är bland annat känd för att ha spelat Landry Clarke i Friday Night Lights och Todd Alquist i Breaking Bad. 
Eftersom han anses likna skådespelaren Matt Damon, kallas han ibland skämtsamt för Meth Damon. Detta eftersom han var delaktig i Breaking Bad, där metamfetamin (på engelska methamphetamine, förkortat meth) är en central del av handlingen.
Plemons träffade Kirsten Dunst under inspelningen av TV-serien Fargo 2015. De blev ett par 2016 och gifte sig 2022. Paret har två barn födda 2018 respektive 2021.

## Filmografi (i urval)

### Filmer
| År   | Titel                                    | Roll                     |
| ---- | ---------------------------------------- | ------------------------ |
| 1998 | Finding North                            | Hobo                     |
| 1999 | Varsity Blues                            | Tommy Harbor             |
| 2000 | All the Pretty Horses                    | Ung Grady                |
| 2002 | Children on Their Birthdays              | Preacher Star            |
| 2002 | Like Mike                                | Ox                       |
| 2003 | When Zachary Beaver Came to Town         | Jay                      |
| 2003 | The Failures                             | Boe                      |
| 2008 | Sky Kids                                 | Mobbare                  |
| 2009 | Observe and Report                       | Charles                  |
| 2009 | Shrink                                   | Jesus                    |
| 2010 | Happiness Runs                           | Chad                     |
| 2010 | Meeting Spencer                          | Spencer West             |
| 2011 | Paul                                     | Jake                     |
| 2012 | The Master                               | Val Dodd                 |
| 2012 | Battleship                               | Jimmy "Ordy" Ord         |
| 2015 | Spionernas bro                           | Murphy                   |
| 2016 | Other People                             | David Mulcahey           |
| 2019 | El Camino: A Breaking Bad Movie          | Todd Alquist             |
| 2020 | I'm Thinking of Ending Things            | Jake                     |
| 2021 | Jungle Cruise                            | Prince Joachim           |
| 2021 | Antlers                                  | Paul Meadows             |
| 2023 | Killers of the Flower Moon               | Tom White                |
| 2024 | Civil War                                | Militiaman               |
| 2024 | Kinds of Kindness                        | Robert / Daniel / Andrew |
| 2025 | Bugonia                                  | Jake                     |
| 2026 | The Hunger Games: Sunrise on the Reaping | Plutarch Heavensbee      |

### TV-serier
| År         | Titel                          | Roll              | Notering                               |
| ---------- | ------------------------------ | ----------------- | -------------------------------------- |
| 2000       | Walker, Texas Ranger           | Russell, Jr.      | Avsnitt: "The General's Return"        |
| 2001       | The Guardian                   | Lawrence Neal     | Avsnitt: "Paternity"                   |
| 2001       | Sabrina tonårshäxan            | Större unge       | Avsnitt: "Really Big Season Opener"    |
| 2003       | The Lyon's Den                 | Ray Ferris        | Avsnitt: "The Other Side of Caution"   |
| 2003       | Judging Amy                    | James Franklin    | Avsnitt: "Marry, Marry Quite Contrary" |
| 2004       | Huff                           | Dawson James      | Avsnitt: "Cold Day in Shanghai"        |
| 2004       | CSI: Crime Scene Investigation | Owen Durbin       | Avsnitt: "Down the Drain"              |
| 2006       | Greys Anatomy                  | Jake Burton       | Avsnitt: "Yesterday"                   |
| 2006       | NCIS                           | Jason Geckler     | Avsnitt: "Deception"                   |
| 2006–2011  | Friday Night Lights            | Landry Clarke     | 65 avsnitt                             |
| 2008       | Fear Itself                    | Lemmon            | Avsnitt: "The Sacrifice"               |
| 2009       | Cold Case                      | Ryan Stewart      | 2 avsnitt                              |
| 2011       | Childrens Hospital             | Jesse             | Avsnitt: "Father's Day"                |
| 2012       | Bent                           | Gary              | 6 avsnitt                              |
| 2012–2013  | Breaking Bad                   | Todd Alquist      | 13 avsnitt                             |
| 2013       | The Missionary                 | Sherwood Elbridge | Pilot                                  |
| 2015       | Fargo                          | Ed Blomquist      |                                        |
| 2017, 2025 | Black Mirror                   | Robert Daly       | Avsnitt: "USS Callister"               |